# داركو جوكيتش
داركو جوكيتش (بالدنماركية: Darko Jukić)‏ مواليد 23 أغسطس 1990 في كوبنهاغن، هو لاعب كرة سلة دانمركي. بدأ مسيرته الاحترافية في سنة 2008. يحمل الرقم 9. يبلغ طوله 6 قدم 6 بوصة (2.0 م).

## المسيرة الاحترافية
لعب مع راتيوفارم أولم في الدوري الألماني في موسم 2009–2010، ثم لعب مع نادي هورسينس لكرة السلة في موسم 2012–2013، ثم لعب مع أورورا باسكت ييزي في موسم 2013–2014، ثم لعب مع سودرتاليا كينغ في موسم 2014–2015، ثم لعب مع باكين بيرز في موسم 2015–2016، ثم لعب مع نادي كركا لكرة السلة في سنة 2016.

## روابط خارجية
- داركو جوكيتش على موقع الاتحاد الدولي لكرة السلة (الإنجليزية)
- داركو جوكيتش على موقع كرة السلة الأوروبية.كوم (الإنجليزية)
- داركو جوكيتش على موقع ريلجم (الإنجليزية)
- داركو جوكيتش على موقع بروبوليرز (الإنجليزية)